# Hyakínthie
Hyakínthie (starořecky Ὑακίνθια Hyakínthia) byly druhá nejdůležitější slavnost ve starověké Spartě, která se konala v posvátném městě Amykly nejspíše na počátku léta.
Hyakínthie byly zasvěceny čtyřrukému a čtyřuchému Apollónovi a rituálním zabitím a znovuzrozením jeho milence Hyakintha. Slavnost trvala tři dny a měla všelidový charakter. Bylo ní při ní rituálně přikázáno přejídání a opilství, za což byly Sparťané často terčem žertů. Součástí slavnosti byla také iniciace chlapců. 
Podle Dušana Třeštíka mají hyakínthie společný původ se slavnostmi slovanského boha Svantovíta, v obou totiž hrály roli velké koláče. Původní svátek spatřuje v indoevropských oslavách nového roku zasvěcených válečnickému solárnímu božstvu na bílém koni, při kterém koláče symbolizovaly sluneční disk.